# Johan Svahn
Johan Erik Svahn, född 1 april 1988 i Falkenberg, är en svensk fotbollsspelare som spelar för Ljungskile SK.

## Karriär
Svahns moderklubb är Arvidstorps IK. Svahn blev starkt eftertraktad av en stor skara klubbar runt om i Sverige och redan vid 16 års ålder rekryterades han till Halmstad BK. Återvände till Falkenberg där han snabbt plockades upp av  Falkenbergs FF hösten 2008.
I februari 2019 värvades Svahn av Ljungskile SK. I december 2019 förlängde han sitt kontrakt med ett år.